# 茹基夫齊 (日梅林卡區)
49°0′37″N 28°10′56″E / 49.01028°N 28.18222°E
茹基夫齊（烏克蘭語：Жуківці），是烏克蘭的村落，位於該國西南部文尼察州，由日梅林卡區負責管轄，面積2.6平方公里，海拔高度278米，2001年人口855，人口密度每平方公里328.72人。